# Wojciech Kucharz
Wojciech Kucharz (* 2. Januar 1952) ist ein polnischer Mathematiker.
Kucharz wurde 1977 an der Jagiellonen-Universität Krakau bei Józef Siciak  promoviert. 1980 ging er in die USA und wurde Professor an der University of New Mexico in Albuquerque. 2008 habilitierte er sich in Polen. Er ist seit 2010 Professor an der Jagiellonen-Universität.
Er befasst sich mit reeller algebraischer Geometrie.
Kucharz war eingeladener Sprecher auf dem Internationalen Mathematikerkongress in Rio de Janeiro 2018. Im selben Jahr erhielt er den Stefan-Banach-Preis.